# Szevernojei járás (Orenburgi terület)
A Szevernojei járás (oroszul Се́верный райо́н) Oroszország egyik járása az Orenburgi területen. Székhelye Szevernoje.

## Népesség
- 1989-ben 20 799 lakosa volt.
- 2002-ben 18 511 lakosa volt.
- 2010-ben 15 012 lakosa volt, melyből 7 357 orosz, 4 447 mordvin, 2 717 tatár, 126 csuvas.